# Фуэнтес, Сэмми
Сэмми Фуэнтес (исп. Sammy Fuentes, род. 18 февраля 1964, Лоиза, Пуэрто-Рико) — пуэрто-риканский боксёр-профессионал, выступающий в первом полусреднем (Light Welterweight) весе. Чемпион мира по версии WBO (1995-1996).